# Słonino
Słonino (przed 1945 r. niem. Schlennin) – wieś sołecka w Polsce położona w województwie zachodniopomorskim, w powiecie białogardzkim, w gminie Tychowo. W latach 1975–1998 wieś należała do woj. koszalińskiego. Według danych UM na dzień 31 grudnia 2014 roku wieś miała 219 stałych mieszkańców. Do lutego 2012 r. wchodziła w skład sołectwa Bukówko.

## Położenie
Wieś leży w odległości ok. 2 km na północ od Bukówka, przy drodze wojewódzkiej nr 167, w pobliżu rzeki Chotli, przy trasie byłej linii wąskotorowej Białogard – Świelino.

## Transport
W miejscowości znajduje się przystanek komunikacji autobusowej.